# Cladonota pieltaini
Cladonota pieltaini är en insektsart som beskrevs av Peláez. Cladonota pieltaini ingår i släktet Cladonota och familjen hornstritar. Inga underarter finns listade i Catalogue of Life.